# Ambina kodamire
Ambina kodamire är en fjärilsart som beskrevs av Pierre E.L. Viette 1954. Ambina kodamire ingår i släktet Ambina och familjen tandspinnare. Inga underarter finns listade i Catalogue of Life.